# زعفران‌کلا
زعفران‌کلا، روستایی است از توابع بخش گتاب شهرستان بابل در استان مازندران ایران.

## جمعیت
این روستا در دهستان گتاب شمالی قرار دارد و براساس سرشماری مرکز آمار ایران در سال ۱۳۸۵، جمعیت آن ۵۸۰ نفر (۱۵۱خانوار) بوده‌است.